# Anthene amarah
The Black-striped Hairtail (Anthene amarah) là một loài bướm thuộc họ Lycaenidae. Loài này có ở tropical châu Phi và Arabia (up to Aqaba).
Sải cánh từ 21–26 mm đối với con đực và 23–29 mm đối với con cái. Cá thể trưởng thành mọc cánh quanh năm, đỉnh điểm vào mùa hè.
Ấu trùng ăn các loài Acacia species, bao gồm và Acacia karroo, Acacia sieberana và Acacia gerrardii.

## Phân loài
- Anthene amarah amarah
- Anthene amarah orphna Clench, 1965 (Liberia)